# Phu Tho
Phu Tho (vietnamita: Phú Thọ) é uma província do Vietnã.